# Boustan (Saadi)
Pour les articles homonymes, voir Bustan.
Le Boustan (en persan : بوستان / Bustân [buːsˈtɒːn], « Jardin des fruits » ou « Verger »), aussi transcrit Boustân ou Bostan, est un recueil de poèmes et d'histoires écrit par le poète persan Saadi au XIIIe siècle. C'est son autre grande œuvre avec le Golestan (« Jardin des roses »).
Saadi a composé son Boustan peu après son retour à Chiraz, en 1257. L'ouvrage est dédié, comme le Gulistan, à l'atabeg Abu Bakr ibn Saʿd (en).

## Contenu

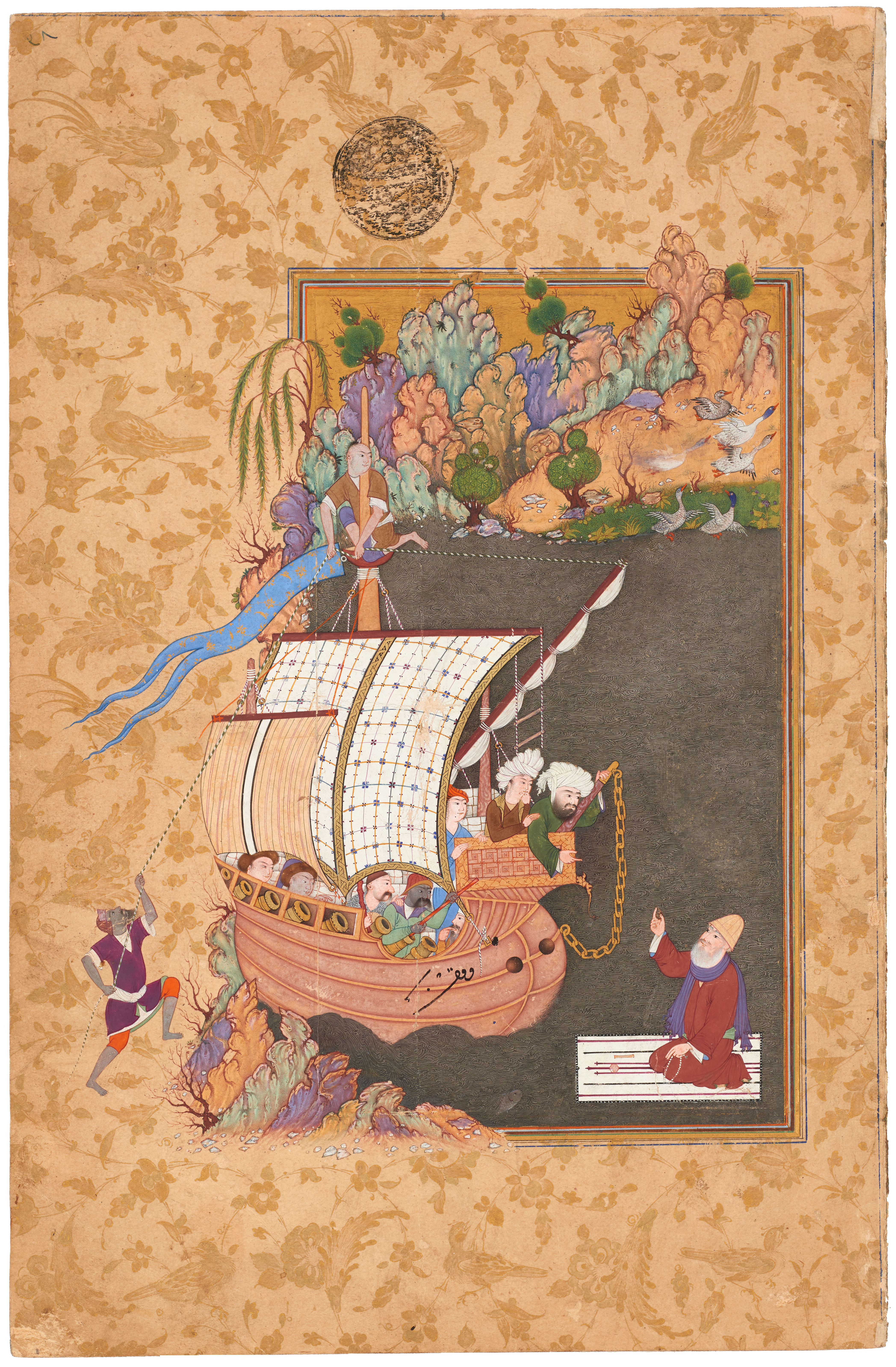
Le derviche de Faryab traverse une rivière sur son tapis. Miniature d’une copie du Bustan de Sadi, attribuée à Habiballah Iran, Ispahan ; C. 1600-1608 Ouvrant:. Dans le Bustan (Le Jardin des fleurs), Sadi a décrit une expérience étonnante qu’il avait sur un ferry. Alors que l’auteur a payé son voyage, un ancien Dervish traverse en riant la rivière en volant sur son tapis de prière. Le ferry est présenté comme un navire occidental, le Sadi se tenant habillé de vert et debout à l’avant.

Si le Golestan, malgré son originalité, a des précédents, le Boustan est unique en son genre. Nasir al-Din Tusi a ouvert la voie à la littérature morale. Mais Saadi est le premier à en faire un genre poétique.  Son livre, qui adopte la forme poétique du masnavi, est composé en vers. Sa'di choisit le même mètre que Firdousi dans son Chah Nameh, le mutaqārib, typiquement persan, mais pas forcément lié au genre de l'épopée héroïque. Le Boustan comporte dix chapitres : 
1. Des devoirs des rois ; de la justice et du bon gouvernement ; règles de politique et de stratégie.
2. De la bienfaisance.
3. L'amour mystique et la voie spirituelle.
4. De l'humilité.
5. Résignation.
6. Modération dans les désirs et renoncement.
7. Influence de l'éducation.
8. De la reconnaissance envers Dieu.
9. Repentir.
10. Prières et conclusion[9].

Chacun des chapitres est constitué de plusieurs hekayat, que l'on a traduit par « historiettes », « contes » ou « anecdotes ». Ces poèmes et histoires de Saadi traitent de sujets comme l'amour, la piété, la générosité. Le poète persan critique l'épopée pour ses aspects violents et guerriers. La forme qu'il adopte dans le Boustan lui permet d'aborder des sujets variés, sans être tenu à un sujet directeur, comme ce serait le cas avec la forme épique. Il se donne pour objectif d'édifier, de mener l'auditeur vers la sagesse. Alors que dans le Golestan, Saadi fait la part belle aux récits, qui illustrent son enseignement moral, dans le Boustan la prééminence est donnée à la dimension morale. De la sorte, le Boustan échappe à la facilité dans laquelle tombe parfois le Golestan, mais sa lecture est moins aisée,.
Le Golestan est plus réaliste, et décrit la société réelle, tandis que le Boustan est plus idéaliste.
L'inspiration mystique y est plus prononcée que dans le Gulistan.

## Postérité
Le Boustan n'a été connu en Europe que bien après le Golestan. Il a été traduit pour la première fois en français, en intégralité, par Charles Barbier de Meynard en 1880, alors que le Golestan était connu depuis le XVIIe siècle.

## Éditions
- Saâdi, Le Jardin des Fruits. Histoires édifiantes et spirituelles, Paris, Gallimard, « Folio Sagesses », 2015 (1915), trad. Franz Toussaint.